# 中性粒细胞
中性粒细胞（neutrophil）又稱嗜中性球，是哺乳动物血液中最主要的白细胞，也是含量最丰富的粒细胞，细胞核常分为2至3叶，含有可被伊红染料染成粉红色的颗粒，胞内富含溶酶体酶等杀菌物质，可随血流迅速动员至感染部位，具活跃的变形运动及吞噬细菌功能，在机体抗感染中发挥重要作用。
中性粒细胞有许多异名，如：中性白细胞（neutrocyte）、嗜中性粒细胞、嗜中性细胞、嗜中性多核球（neutrophilic granulocyte）、多形核白细胞（polymorphonuclear leukocyte）、嗜异性白细胞（heterophil）、异嗜白细胞等等。
中性粒细胞在非特异性免疫系统中有着非常重要的作用。

## 釋義
血液含有白血球、红血球、血小板等血细胞。白细胞为无色有核细胞，按白细胞形态可分为粒细胞、淋巴细胞及单核细胞三类。粒细胞因细胞质中所含颗粒性质不同，又分为嗜中性、嗜酸性及嗜碱性粒细胞。中性粒细胞用蘇木精-伊紅染色时，细胞中染色颗粒为粉红中性。

## 含量
中性粒细胞佔白细胞的60～70%，是外周血循环和免疫系统中含量最丰富的白细胞。
各类白细胞百分比为：
- 中性粒细胞60～70％，
- 嗜酸性粒细胞0.5～5％，
- 嗜碱性粒细胞0～1％，
- 淋巴细胞20～40％，
- 单核细胞3～8％。

健康成人白细胞总数为4000～10,000／立方毫米。外周血涂片检查中，中性粒细胞平均量为330飞升，直径为12-15微米(µm)。与嗜酸性粒细胞和嗜碱性粒细胞一起，合称粒细胞。
正常中性粒细胞的范围各实验室有别，但中性粒细胞计数在2.5-7.5×109／升的属正常范围。非洲人和中东血统的人可能计数较低，这仍然是正常的。非活化的中性粒细胞在外周血中的平均半衰期约为4-10小时。

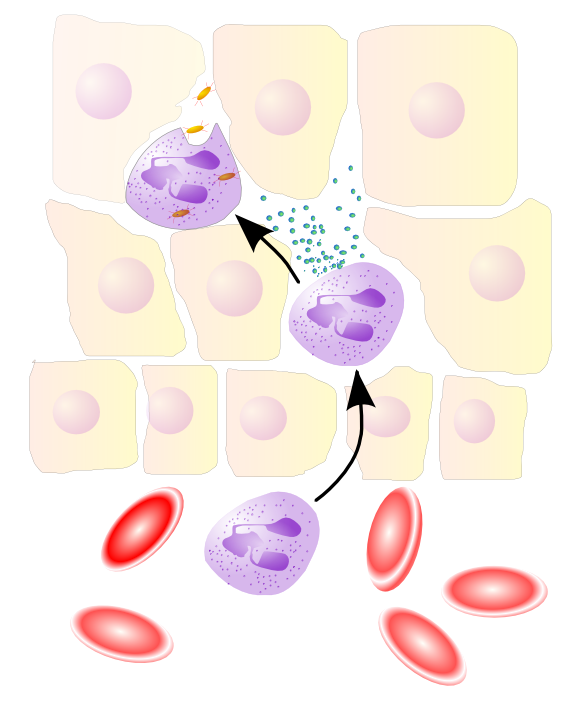
中性粒细胞从血管迁移至细胞基质.

## 形态
形态不规则，外周常有突起。胞核幼稚型的呈杆状或马蹄形，成熟的呈分叶状，三叶的较多见。

## 产生速率及存活期
中性粒细胞来源于骨髓，产生速率高，每分钟约为1×107个，但存活期短，约为2～3天。在骨髓、血液和结缔组织的分布数量比是28：1：25。

## 功能
白细胞是抵抗微生物侵入的第二道防线，具有变形与吞噬能力，在抵抗疾病、保护机体方面非常重要。
随着肿瘤微环境概念的提出，在肿瘤的微环境中发现有多种免疫细胞的浸润。其中T淋巴细胞和巨噬细胞研究的较为广泛。最近中性粒细胞收到了更多的关注，研究表明中性粒细胞在不同的肿瘤微环境中转化为不同的表型，其中中性粒细胞表型1（phenotype1，N1）主要出现在较为早期的肿瘤发展阶段，主要为抑制肿瘤的发生发展；中性粒细胞表型2（phenotype2，N2）主要出现在较为晚期的的肿瘤发展阶段，主要为促进肿瘤的进展（progression）。同时中性粒细胞还有可能和肿瘤，尤其是促进肺癌的骨转移相关。
中性粒细胞胞质中含有许多弥散分布的细小的浅红或浅紫色的特有颗粒。可分为两类颗粒：较大的初级颗粒，即溶酶体颗粒，内含髓过氧化物酶、酸性磷酸酶和溶菌酶等；较小的次级颗粒，内含碱性磷酸酶、溶菌酶、防御素、杀菌渗透增强蛋白等。髓过氧化物酶是中性粒细胞所特有，即使在有强吞噬作用的巨噬细胞中也极少或完全没有这种酶。在细胞化学上，一般将这种髓过氧化物酶作为中性粒细胞的标志。
中性粒细胞具有很强趋化作用和吞噬功能。趋化作用，就是细胞向着某一化学物质刺激的方向移动。对中性粒细胞起趋化作用的物质，称为中性粒细胞趋化因子。中性粒细胞膜上有趋化因子受体，受体与趋化因子结合，激活胞膜上的钙泵，细胞向前方伸出片足，中性粒细胞的片足与产生趋化因子的异物接触后，接触处周围的胞质形成隆起即伪足，接触部位的细胞膜下凹，将异物包围，形成含有异物的吞噬体或吞噬泡。病原体在局部引发感染时，他们可迅速穿越血管内皮细胞进入感染部位，对入侵的病原体发挥吞噬杀伤和清除作用。中性粒细胞表面表达IgG Fc受体和补体C3b受体，也可通过调理作用促进和增强中性粒细胞的吞噬，杀菌作用。被吞噬的异物裹有抗体和补体时，与中性粒细胞膜上的相应受体结合，而加强了细胞对它的吞噬作用，称为调理作用。
随着吞噬作用的开始，导致细胞膜紊乱而引起呼吸爆发，细胞耗氧量增加，产生大量的过氧化物及超氧化物等细胞毒性效应分子，对病菌具有杀伤活性。在IFN-γ和TNF刺激下，则可产生更多的过氧代谢阴离子，杀死胞外寄生虫。中性粒细胞在杀死吞噬的细菌等异物后，本身也死亡，死亡的中性粒细胞称为脓细胞。 
嗜中性白血球除了利用吞噬作用和分泌蛋白質來清除病原以外，在2004年發現當病原入侵時，嗜中性白血球能夠釋放出其自身的DNA，這樣網狀的DNA和一些原本附著在細胞核後來移動並吸附在DNA上的酶，像是髓過氧化物酶（myeloperoxidase，MPO），及嗜中性粒細胞彈性蛋白酶（neutrophil elastase）能夠包住病原菌，同時藉由DNA的負電黏附住病原，最後使用酶殺死病原，這樣的方式被稱為嗜中性白血球胞外陷阱（Neutrophil Extracellular Traps，NETs）。 

### 化学趋向性
中性粒细胞经历的一个过程为化学趋向性。这些吞噬细胞通常存在于外周血中，但是在感染或发炎时，特别是受到细菌等微生物侵入机体導致感染时，会引發趋化因子的产生。中性粒细胞受细菌产物、抗原抗体复合物等作用时，细胞的颗粒内容物向细胞外释放。释出的酸性蛋白酶和中性蛋白酶，可以分解血管基膜、肾小球基膜、结缔组织的胶原蛋白与弹性蛋白以及血浆中的补体C5、C15和激肽原等。其分解产物包括嗜酸性粒细胞趋化因子、中性粒细胞不动因子(NIF)、激肽酶原、血纤维蛋白溶酶原、凝血因子、白细胞介素-8，干扰素-γ，和补体C5a以及白三烯B4等，细胞表面的受体能探测化学因子的梯度引导中性粒细胞的迁徙，中性粒细胞會离开血管而趋向炎症或损伤部位的迁徙，吞噬细菌，这一过程称为「趋化作用」。

## 疾病
许多生理、病理因素，均可引起中性白胞的动力学变化。生理因素变化多为一时性的；病理性增多可见于各种化脓性细菌感染、严重组织创伤、急性出血或溶血、急性中毒、白血病等。
如上[功能]所属，中性粒细胞在肿瘤微环境中表现不同的角色。
中性白胞所佔比例较大，故中性白胞增多与减少对白细胞总数影响最大，也就是说，白细胞总数变化多反映中性白胞变化。在临床中，不仅要了解白细胞总数，还应知道各类细胞数目所佔百分比和形态变化。

## 中性粒细胞增高的原因
中性粒细胞来源于骨髓的造血干细胞，在骨髓中分化发育后，进入血液或组织。在骨髓、血液和结缔组织的分布数量比是28：1：25，成年人血液中中性粒细胞的数量约占白细胞总数的55%一70%。中性粒细胞属多形核白细胞的一种，由于其数量在粒细胞中最多，因此有人将多形核白细胞指中性粒细胞。该细胞内含许多弥散分布的细小的浅红或浅紫色的特有颗粒，颗粒中含有髓过氧化物酶、酸性磷酸酶、吞噬素、溶菌酶等。髓过氧化物酶是中性粒细胞所特有，即使在有强吞噬作用的巨噬细胞中也极少或完全没有这种酶。在细胞化学上，一般将这种髓过氧化物酶作为中性粒细胞的标志。中性粒细胞具有很强的趋化作用。所谓趋化作用，就是细胞向着某一化学物质刺激的方向移动。对中性粒细胞起趋化作用的物质，称为中性粒细胞趋化因子。中性粗细胞膜上有趋化因子受体，受体与趋化因子结合，激活胞膜上的钙泵，细胞向前方伸出片足，使细胞移向产生趋化因子的部位。
中性粒细胞的片足与产生趋化因子的异物接触后，接触处周围的胞质形成隆起即伪足，接触部位的细胞膜下凹，将异物包围，形成含有异物的吞噬体或吞噬泡。中性粒细胞膜表面有IgGFc受体和补体C3受体，可加速吞噬作用。被吞噬的异物裹有抗体和补体时，与中性粒细胞膜上的相应受体结合，而加强了细胞对它的吞噬作用，称为调理作用。
细胞随着吞噬作用的开始，导致细胞膜紊乱而引起呼吸爆发，细胞耗氧量增加，产生大量的过氧化物及超氧化物等细胞毒性效应分子，对寄生虫具有杀伤活性。在IFN-γ和TNF刺激下，则可产生更多的过氧代谢阴离子，杀死胞外寄生虫。中性粒细胞在杀死吞噬的细菌等异物后，本身也死亡，死亡的中性粒细胞称为脓细胞。
中性粒细胞受细菌产物、抗原抗体复合物等作用时，细胞的颗粒内容物向细胞外释放。释出的酸性蛋白酶和中性蛋白酶，可以分解血管基膜、肾小球基膜、结缔组织的胶原蛋白与弹性蛋白以及血浆中的补体C5、C15和激肽原等。其分解产物有的又是中性粒细胞趋化因子，能吸引更多的中性粒细胞。中性粒细胞释放的物质中，还有嗜酸性粒细胞趋化因子、中性粒细胞不动因子(NIF)、激肽酶原、血纤维蛋白溶酶原、凝血因子、白三烯等(成令忠，1993)。
除了在抗感染中起重要的防御作用外，中性粒细胞可引起感染部位的炎症反应并参与寄生虫感染引发的变态反应，从而引起免疫病理损害。抗体直接作用于组织或细胞上的抗原，中性粗细胞通过其Fc受体与靶细胞表面的IgGFc段结合，发挥ADCC作用，从而导致细胞毒型变态反应损害；当抗原抗体比例适合而形成19S大小的免疫复合物，不易被吞噬，沉积于毛细血管壁，激活补体，吸引中性粒细胞至局部。中性粒细胞通过Fc受体和C3b受体与免疫复合物结合并吞噬之。吞噬过程中脱颗粒，释放出一系列溶酶体酶类，造成血管和周围组织的损伤；在IgE介导的速發型变态反应的部位，也有中性粒细胞的聚集，说明中性粒细胞也参与了速發型变态反应导致的病理损害。

## 中性粒细胞增高的鉴别诊断
嗜酸性粒细胞增多：外周血的嗜酸性粒细胞超过正常值( 正常人不超过450/微升或占白细胞总数的 7%以下 )的病症。嗜酸性粒细胞描述：细胞质内含深红色大型颗粒。细胞核的形状与嗜中性白细胞相似，通常有2-3叶，约占白细胞总数的4%,血液中嗜酸性粒细胞占白细胞总数的2%-4%，即100-350个细胞/μ1。血液中嗜酸性粒细胞的数目有明显的昼夜周期性波动，清晨细胞数减少，午夜时细胞数增多。这种细胞数的周期性变化是与肾上腺皮质释放糖皮质激素量的昼夜波动有关的。当血液中皮质激素浓度增高时，嗜酸性粒细胞数减少;而当皮质激素浓度降低时，细胞数增加。嗜酸性粒细胞的胞质内含有较大的、椭圆形的嗜酸性颗粒。这类白细胞也具有吞噬功能。
新生儿中性粒细胞增多：李司特菌病患者外周血白细胞常增多，以中性粒细胞增多为主。临床上表现变化多样，主要临床类型有化脓性脑膜脑炎、败血症和围生期感染，导致流产或新生儿李司特菌病。李司特菌病患者外周血白细胞常增多，以中性粒细胞增多为主。脑膜脑炎患者脑脊液检查显示蛋白含量升高，糖下降不太明显，仅半数人脑脊液糖低于2mmol/l，白细胞数常增多，范围波动在(50～1000)×106/l。白细胞分类以多核细胞增加为主。由于李司特菌病在临床上很难与其它细菌感染相区别，确诊有赖于细菌培养。如能分离出病原菌则可确诊。但本菌易与链球菌和棒状杆菌相混淆，因此当有不明原因的感染病人，感染标本中分离到类白喉杆菌或非致病菌时应考虑到本病的可能性。
粒细胞减少：中性粒细胞减少症是血循环池中性多形核细胞(PMN)绝对值<1.5×109 /L(儿童期)，或<1.0×109 /L(婴儿期)时所出现的一组综合征。一般当pmN<1×109 /L时机体易感性增高;PMN<0.5×109 /L易患严重感染性疾病，称粒细胞缺乏症;PMN<0.1×109 /L则可导致致死性感染。按其原因，可分为原发性和获得性两类，前者多与先天遗传因素有关;后者多为药物、理化因素及感染所诱发，小儿所见病例多属此类。

## 参见

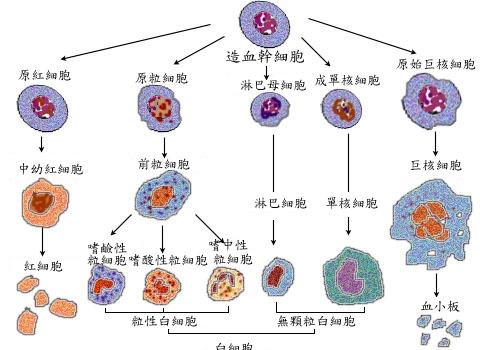
造血幹細胞的分化
More complete lineages (very large)